# Joseph von Radowitz
Joseph von Radowitz (Blankenburg, 6 febbraio 1797 – Berlino, 25 dicembre 1853) è stato un politico e generale prussiano.
Fu uno dei protagonisti della vita prussiana dell'800. Parlamentare (1848), ministro degli esteri (1850), sviluppò un progetto che ammetteva la formazione di una confederazione comprendente i territori asburgici ed una federazione di stati tedeschi.
Si dimise nel novembre del 1850.